# Finn Becker (Eishockeyspieler)
Finn Mattis Becker (* 23. September 2003 in Iserlohn) ist ein deutscher Eishockeytorwart, der seit Dezember 2020 bei den Iserlohn Roosters aus der Deutschen Eishockey Liga (DEL) unter Vertrag steht und seit Juli 2025 auf Leihbasis beim EC Bad Nauheim in der DEL2 spielt. 

## Karriere
Finn Becker spielte für alle Nachwuchsteams des Iserlohner EC. Ab 2020 wurde er an die Profimannschaft der Iserlohn Roosters herangeführt. Da der Spielbetrieb der Nachwuchsmannschaften wegen der COVID-19-Pandemie abgesagt worden war, trainierte er in der gesamten Saison 2020/21 mit dem Team aus der Deutschen Eishockey Liga (DEL) mit. Als dritter Torwart hinter Andreas Jenike und Janick Schwendener kam er in einzelnen DEL-Partien als Backup zum Einsatz.
Zur Saison 2021/22 erhielt er eine Förderlizenz für den Herner EV aus der Oberliga, wo er zu seinen ersten sieben Spielen im Herrenbereich kam. In den folgenden beiden Jahren konnte er seine Einsatzminuten in Herne kontinuierlich steigern. In der Saison 2023/24 wurde er dann auch in den Playoffs eingesetzt. Parallel stand er als dritter Torhüter weiter auch im Kader der Roosters. Im Auswärtsspiel gegen die Nürnberg Ice Tigers am 15. Oktober 2023 vertrat er den verletzten Ersatztorhüter Kevin Reich. Nach 33 Minuten wurde er für Stammgoalie Jenike eingewechselt und gab damit sein DEL-Debüt. Nachdem er die Spielzeit 2024/25 weiterhin auf Leihbasis in Herne verbracht hatte, wurde der Vertrag seitens der Roosters im Frühjahr 2025 abermals um ein Jahr verlängert. Es folgte eine Leihe zum EC Bad Nauheim aus der DEL2.

## Karrierestatistik
Stand: Ende der Saison 2024/25
(Legende zur Torhüterstatistik: GP oder Sp = Spiele insgesamt; W oder S = Siege; L oder N = Niederlagen; T oder U oder OT = Unentschieden oder Overtime- bzw. Shootout-Niederlage; Min. = Minuten; SOG oder SaT = Schüsse aufs Tor; GA oder GT = Gegentore; SO = Shutouts; GAA oder GTS = Gegentorschnitt; Sv% oder SVS% = Fangquote; EN = Empty Net Goal; 1 Play-downs/Relegation; Kursiv: Statistik nicht vollständig)